# Vicente Gadea y Orozco
Vicente Gadea y Orozco (Altea, 1840-Valencia, 1904) fue un jurista, escritor, político y profesor español.

## Biografía
Nació el 19 de octubre de 1840 en la localidad alicantina de Altea. Catedrático de la Facultad de Derecho de la Universidad de Valencia, fue redactor de esta misma universidad, además de consejero de Instrucción Pública y presidente de la Sociedad Económica Valenciana. Como periodista, colaboró en publicaciones periódicas como El Magisterio Español. Gadea, que como político fue senador en las legislaturas de 1889 a 1890 y de 1903 a 1904, falleció el 13 de enero de 1904 en Valencia.